# صباغة

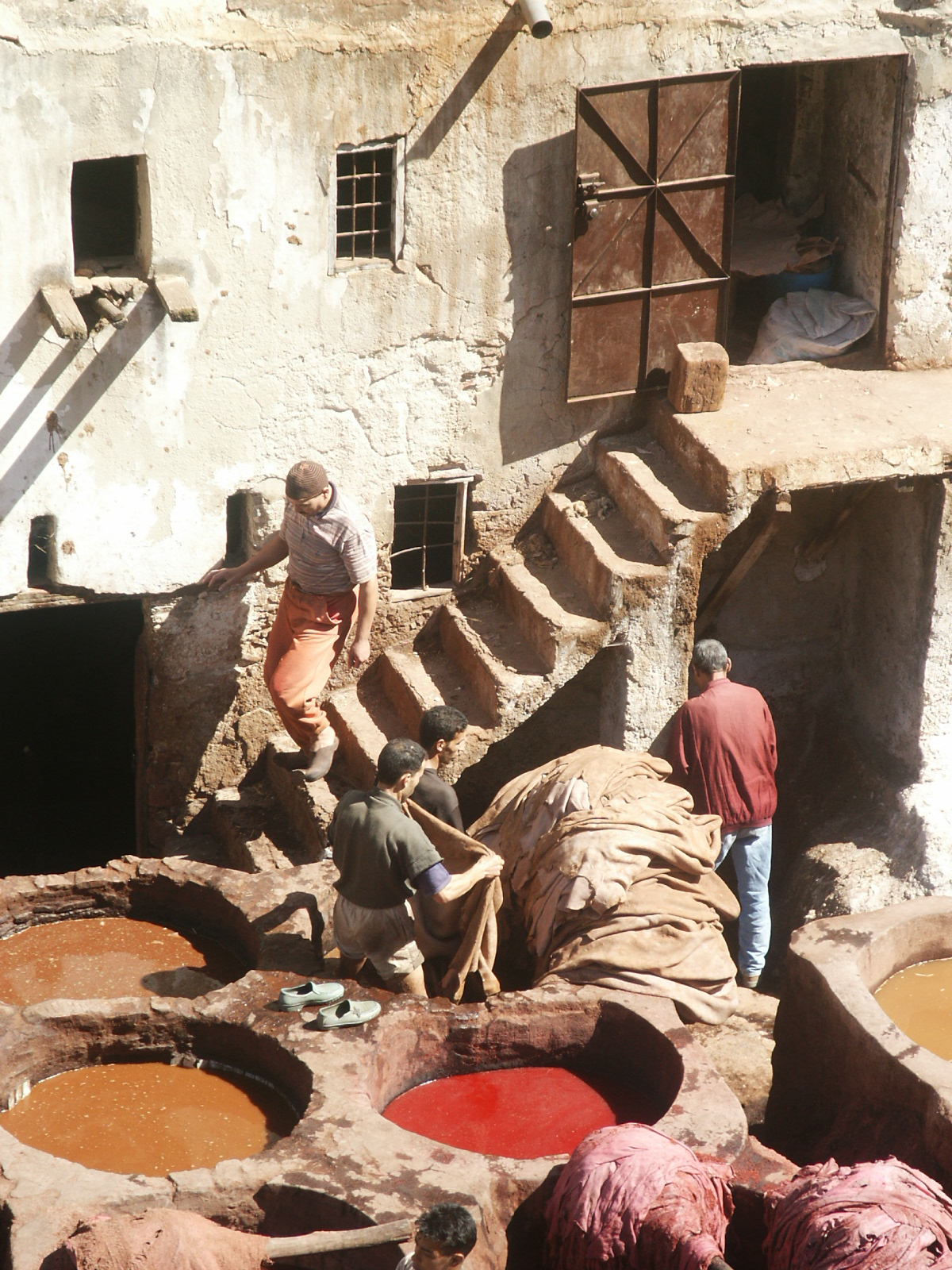
الصباغة بطرق تقليدية في مدينة فاس في المغرب

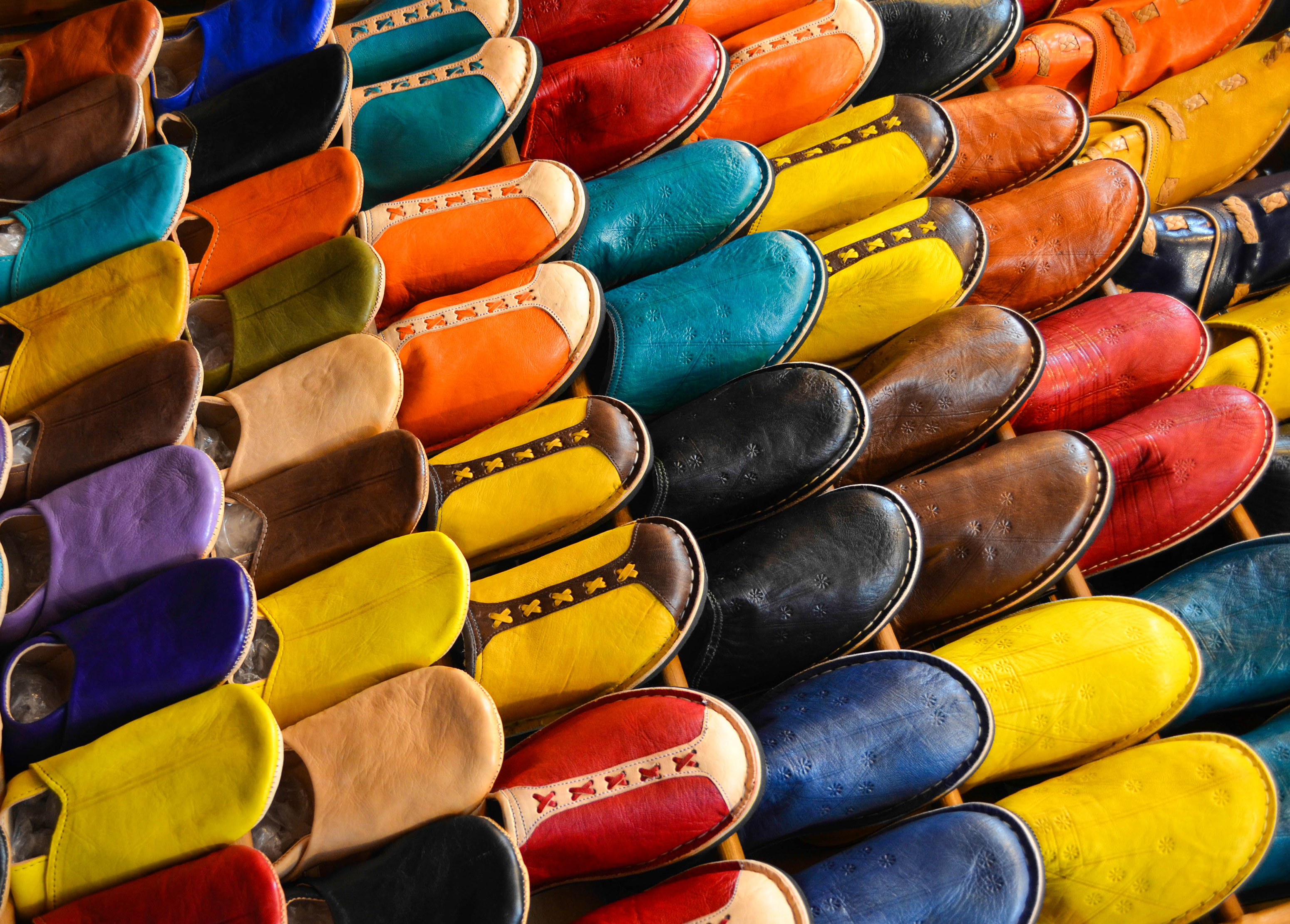
شرابيل مغربية صبغت بألوان مختلفة

الصباغة هي معالجة المواد النسيجية مثل الألياف والخيوط والأقمشة بالأصبغة أو الخضب، بهدف الحصول على لون يتميز بالثباتية اللونية المرغوبة. تُجرى الصباغة عادةً في محلول خاص يحتوي على الأصبغة ومواد كيميائية معينة مساعدة، وتُثبت جزيئات الصباغ على الألياف بالامتصاص أو الانتشار أو الروابط الكيميائية. وللحرارة والزمن دور أساسي في التحكم بالصباغة. قد تكون الرابطة بين جزيء الصباغ والألياف قوية أو ضعيفة وفقًا لنوع الصباغ المستخدم. والصباغة والطباعة تطبيقان مختلفان، ففي الطباعة يطبق اللون على منطقة محددة بأنماط مرغوبة، في حين أن اللون في الصباغة يُطبق على النسيج كاملا بغمسه في حوض من صباغي يسمى «حمام صباغي».
كان المصدر الأساسي للأصبغة تاريخيًا هو الطبيعة، حيث استخرج الصباغ من النباتات أو الحيوانات. ومنذ منتصف القرن التاسع عشر، بدأ الإنسان في إنتاج الأصبغة الاصطناعية التي تميزت بطيف أوسع من الألوان، وثباتية لونية أفضل عند الغسل والاستخدام العام. تُستخدم أصناف مختلفة من الأصبغة لأنواع مختلفة من الألياف، وفي مراحل مختلفة من عملية إنتاج النسيج، بدءًا من الألياف السائبة، مرورًا بالخيوط والأقمشة، وصولًا إلى الملابس الجاهزة.
تُصبغ ألياف الأكريليك بالأصباغ القاعدية، بينما تُصبغ ألياف النايلون والألياف البروتينية مثل الصوف والحرير بالأصباغ الحمضية، وتُصبغ خيوط البوليستر بالأصباغ المشتتة. أما القطن فيُصبغ باستخدام مجموعة متنوعة من الأصباغ، بما في ذلك أصبغة الأحواض والأصبغة التفاعلية والأصبغة المباشرة الاصطناعية الحديثة.

## في اللغة العربية
الصَّبْغُ في كلام العرب التَّغْيِيرُ ، ومنه صُبِغَ الثوبُ إذا غُيِّرَ لَونُه وأُزِيلَ عن حاله إلى حالِ سَوادٍ أَو حُمْرةٍ أَو صُفْرةٍ. والصَّبْغُ : الغَمْسُ . ويُقَالُ: إنَّ الصِّباغَ جَمْعُ صِبْغٍ.

## أهمية الصباغة
اللون هو عامل ذو أهمية كبيرة في إكساب المنتجات رونقًا جميلاً يزيد من قيمتها الفنية فتزيد من فرص تسويقها في الأسواق، إذ أن المستهلك يتأثر كثيرا بالألوان البديعة الخلابة فيضع اللون في الاعتبار الأول عند اختيار المنتجات، فإن حاز اللون إعجابه، يتجه إلى لمس القطعة وجسَّها، فإن أحس بالراحة في ملمس المنتج ينظر إلى الأمور الأخرى مثل المقاس، والطراز، ...إلخ.
ومنذ قديم الزمان أدرك الإنسان أهمية اللون في حياته فلون ملابسه ومسكنه وأثاثه وأدواته وأوانيه وأكله، وأصبحت حياته لا تخلو من الألوان المحيطة به.

## طرق الصباغة
تصبغ المواد النسيجية عادة بغمسها في حمام مائي غالبا محضر سلفا ويسمى «حمام صباغي». يحتوي هذا الحمام في أغلب الأحيان على الأصبغة التي تختلف في درجة امتصاصها وعكسها لأطوال الموجات الضوئية. وعندما تكون المادة النسيجية مكونة من عدة أنواع من الألياف، يمكننا أن نضع أيضا عدة أصناف من الأصبغة المناسبة لأنواع الألياف المصبوغة. يمكن أن يتجاوز تركيز الصباغ في الحمام الصباغي 8% أول أدنى من 0,25% من وزن المادة المصبوغة. وعندما نريد الحصول على لون داكن من الصباغة، يجب أن نزيد من كمية الصباغ المضافة، كما يمكن أن نطيل من وقت بقاء المادة المصبوغة في الحمام الصباغي. وبالتالي فإن الحصول على ألوان داكنة يكون مكلفا أكثر من الحصول على ألوان زاهية وساطعة. يحتوي الحمام الصباغي عادة على أملاح، وحموض، وأسس، ومواد كيميائية مساعدة. هذه المواد تساعد الصباغ على اكتساب ألفة أكبر للألياف من ألفتها إلى الحمام الصباغي. وهي تساعد أيضاً هجرة الصباغ من الحمام الصباغي إلى سطح الألياف وتساعد في انتشار الصباغ داخل الألياف.
يجب أن نحرك الحوض الصباغي والنسيج بشدة للحصول على صباغة متجانسة، ويختلف وقت الصباغة من عدة دقائق إلى عدة ساعات. ودرجة حرارة الصباغة تتفاوت أيضاً، فبعض الحمامات الصباغية تبرد بالثلج، بينما تسخن حمامات صباغية أخرى فوق درجة غليان الماء داخل أجهزة محكمة موصدة.
إن تجنب تفاوت اللون من دفعة لأخرى غير ممكن عملياً. ولكي يستطيع الصبّاغون مضاهاة الألوان (بالإنجليزية: Colour matching)‏، حيث يجب عليهم أن يخلطوا وأن يستنبطوا بمهارة أصبغة مختلفة، وأن يفهموا سلوك الألياف وعدد كبير من المواد الكيميائية المساعدة لإنجاز المهمة. يجب أن ندرك أن كل دفعة من المواد المصبوغة هي وحيدة بذاتها، وذلك لوجود عدد هائل من المتغيرات التي تؤثر على عملية الصباغة. وهناك مايسمى المخطط السمكي الذي يبين العدد الهائل من المتغيرات المؤثرة على لون القطعة النسيجية المصبوغة.

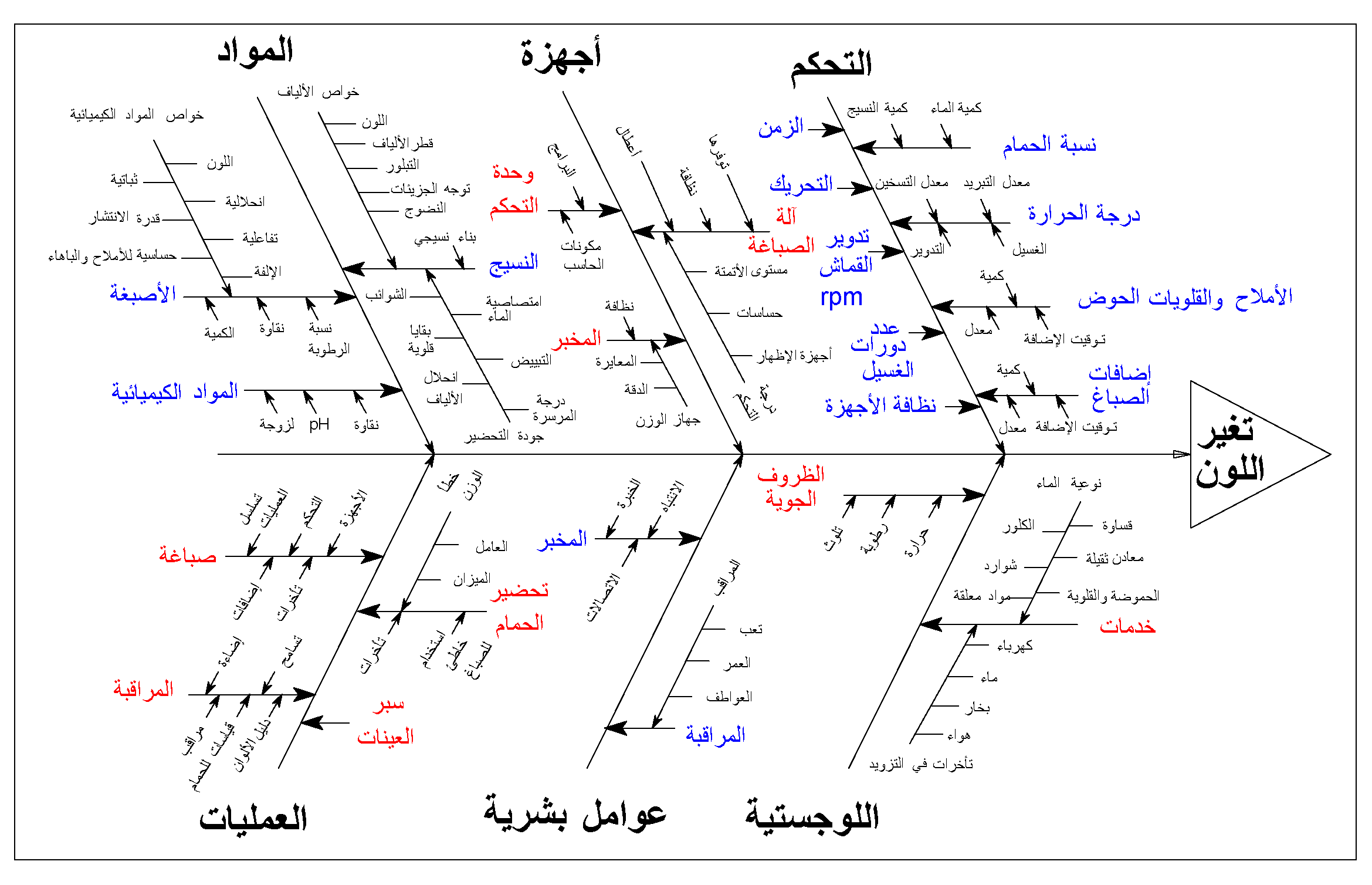
المخطط السمكي الذي يظهر العدد الهائل من المتغيرات المؤثرة على لون النسيج المصبوغ

من المعروف أن الصباغة هي عملية كيميائية تشمل مبادئ الهجرة، والانتشار، ثم الاحتباس. يجب على الصباغ أولاً أن يهاجر من الحمام الصباغي إلى سطح الألياف حيث يمتز على سطوح الألياف. يتبع ذلك عملية انتشار للصباغ من سطوح الألياف إلى لب الليف. تنتهي العملية بتثبيت هذا الصباغ براوبط مختلفة منها التساهمية أو الهيدروجينية أو قوى أخرى بحيث تحبس الصباغ داخل الألياف.
يمكن أن تتوسط عملية الصباغة أي مرحلة من مراحل تصنيع المواد النسيجية. واختيار وقت عملية الصباغة يكون بناءً على موازنة العديد من المنافع والمصالح. فعملية الصباغة يمكن أن تحدث أثناء تصنيع الألياف الاصطناعية وتسمى هذه العملية بالتلوين الشامل (بالإنجليزية: Mass coloration)‏، أو بصباغة الألياف بالنسبة للألياف الطبيعية. ويمكن أن تصبغ المواد النسيجية وهي في طور الخيوط وتسمى العملية بصباغة الخيوط. ويمكن بعدها أن تنفذ صباغة الأقمشة بعد تصنيعها بالنسج أو بالحياكة أو بالطرق الأخرى. ويمكن أن تنفذ الصباغة أخيرًا بعد تصنيع الملابس فتسمى عندها بصباغة الملابس.
نمط آلة الصباغة يعتمد على شكل المادة النسيجية كالألياف والخيوط والنسيج والنسيج المحاك والقماش غير المنسوج والملابس الجاهزة. الحمام الصباغي يمكن أن يدور على نحو مستمر داخل جهاز الصباغة في حين تكون المواد النسيجية ثابتة كما في حالة صباغة الخيوط. ويمكن للمواد النسيجية أن تمر داخل حوض صباغي ثابت، ويمكن لكلا المواد النسيجية والحوض الصباغي أن يتحركا سويًا في كما أجهزة الصباغة بالنفث (بالإنجليزية: Jet dyeing)‏.
قاعدة لوجستية مهمة في إنتاج المواد المصبوغة يجب أن تؤخذ بالحسبان، فعندما نستطيع الحصول على نفس التأثير اللوني في مراحل مختلفة من التصنيع، عندها تؤجل إضافة اللون إلى آخر مرحلة ممكنة. إن تأجيل القرار حول لون المواد النسيجية المهيئة للصباغة، يعطي المدير المرونة في تلبية رغبات الزبائن. فالألوان يجب أن تضاف إلى الألياف قبل 18 شهرًا على الأقل قبل الوصول إلى المنتج النهائي المعد للبيع، في حين يمكن إضافة اللون مباشرة إلى الألبسة عند استلام الطلب.

## أنواع الأصبغة
استخدم الإنسان الصباغة لتزيين الألبسة والنسيج لآلاف من السنين، وكان المصدر الأول للأصبغة هو الطبيعة ومنها الأصبغة المستخرجة من الحيوانات والنباتات. وقد استطاع الإنسان طوال 150 سنة ماضية أن ينتج ألوانا تركيبية بألوان مختلفة، ثابتة ومقاومة للغسيل.
الأنواع المختلفة للألياف الطبيعية منها والاصطناعية أدت إلى تنوع الأصبغة، كما أن طرق الصباغة تنوعت واختلفت حسب مراحل الإنتاج، بدءًا من صباغة الألياف إلى صباغة الخيوط ثم صباغة الملابس.
تصبغ ألياف الأكريليك بالأصبغة القلوية (بالإنجليزية: Basic Dyes)‏، في حين تصبغ ألياف عديد الأميد (النايلون) والألياف البروتينية كـالصوف والحرير بالأصبغة الحمضية والمرسخات اللونية. يصبغ القطن بعدة أنواع من الأصبغة، كأصبغة الحَلَّة والأصبغة المباشرة والأصبغة التفاعلية. وتصبغ ألياف متعدد الإستر بالأصبغة المشتتة.

## اقرأ أيضا
- تجفيف النسيج